# Ngunguru
Ngunguru est une localité côtière de la région du Northland, située dans l’Île du Nord de la Nouvelle-Zélande.

## Situation
La ville de Whangarei est à 26 km vers le sud-ouest.
Le fleuve Ngunguru s’écoule entre la ville et la pointe de sable dans la Baie de Whangaumu, qui s’étire vers le sud.
Au nord de Ngunguru, se trouvent les villages de Tutukaka et de Matapouri.
Juste en-dehors de la côte de Ngunguru, se situent les îles Poor Knights, qui est une réserve marine ,.

## Population
La population de la localité de Ngunguru était de 1 425 habitants lors du recensement de 2006, en augmentation de 138 personnes par rapport à celui de 2001.

## Toponymie
La région fut nommée par Puhi, le capitaine d’un autre waka Mataatua (en).
Ngunguru signifie rumbling tides soit « grondement de la marée » en langue maorie.

## Histoire
Selon les récits traditionnels, le waka Tūnui-ā-rangi (en), qui amena les Ngāi Tāhuhu (en) en Nouvelle-Zélande, visita Ngunguru sur son chemin en allant de la Baie des îles vers Whangarei Heads.
À l'époque pré-européenne, la région comptait une importante population maorie.
En 1832, la sablière de Ngunguru fut le théâtre d’une bataille entre les tribus du sud et Te Waiariki (en).
La première carte de Nongodo fut dressée par le capitaine N. C. Phillips du HMS Buffalo (en) en 1836.
James Busby, Gilbert Mair (en) et W. J. Lewington achetèrent 40 000 acres de terre vers Ngunguru en 1840, bien que le gouvernement ait interdit les ventes des terres des Maoris pour les trente années suivantes et de tenter d’acheter elle-même les terres aux propriétaires maoris ,.
Ils y établirent en 1840 l’une des toutes premières scieries hydrauliques pour tirer parti de l'abondance des bois de kauri.
La scierie fit faillite en 1844 mais d’autres lui succédèrent et Ngunguru exporta du bois de charpente et plus particulièrement des bardeaux de toitures pendant de nombreuses années.
Le bateau de la Mission mélanésienne Southern Cross (en) coula dans la Baie de Ngunguru Bay en 1860,.
Un chemin à bœufs fut construit en direction de Whangarei en 1860. 
En 1892, du charbon fut découvert à Kiripaka, près de la source du fleuve Ngunguru. 620 000 tonnes de charbon ont été extraites de la mine depuis 1921.
Le village de la plage se développa après l’amélioration de la route dans les années 1950.
Une tentative de vente de la bande de sable de Ngunguru pour y construire des propriétés a entraîné une opposition locale considérable mais finalement aucun acheteur ne s’est présenté.
En août 2011, le gouvernement acheta la pointe au groupe Todd Property. Le Ministère de la Conservation souhaite administrer la réserve, qui est une des nombreuses pointes de sable qui sont relativement intactes du point de vue écologique.
Quatre évaluations séparées ont conclu que cette pointe de sable avait une importance nationale.

## Éducation
Ngunguru School est une école primaire mixte allant de l’année 1 à 8, avec un taux de décile de 7 et un effectif de 238 élèves.
L’école a célébré son centième anniversaire en 1970.